# 國家航空宇宙技術總局
國家航空宇宙技術總局（朝鲜语：／；），是朝鮮於2013年4月1日成立的國家中央指導機構，2023年9月改为现名。

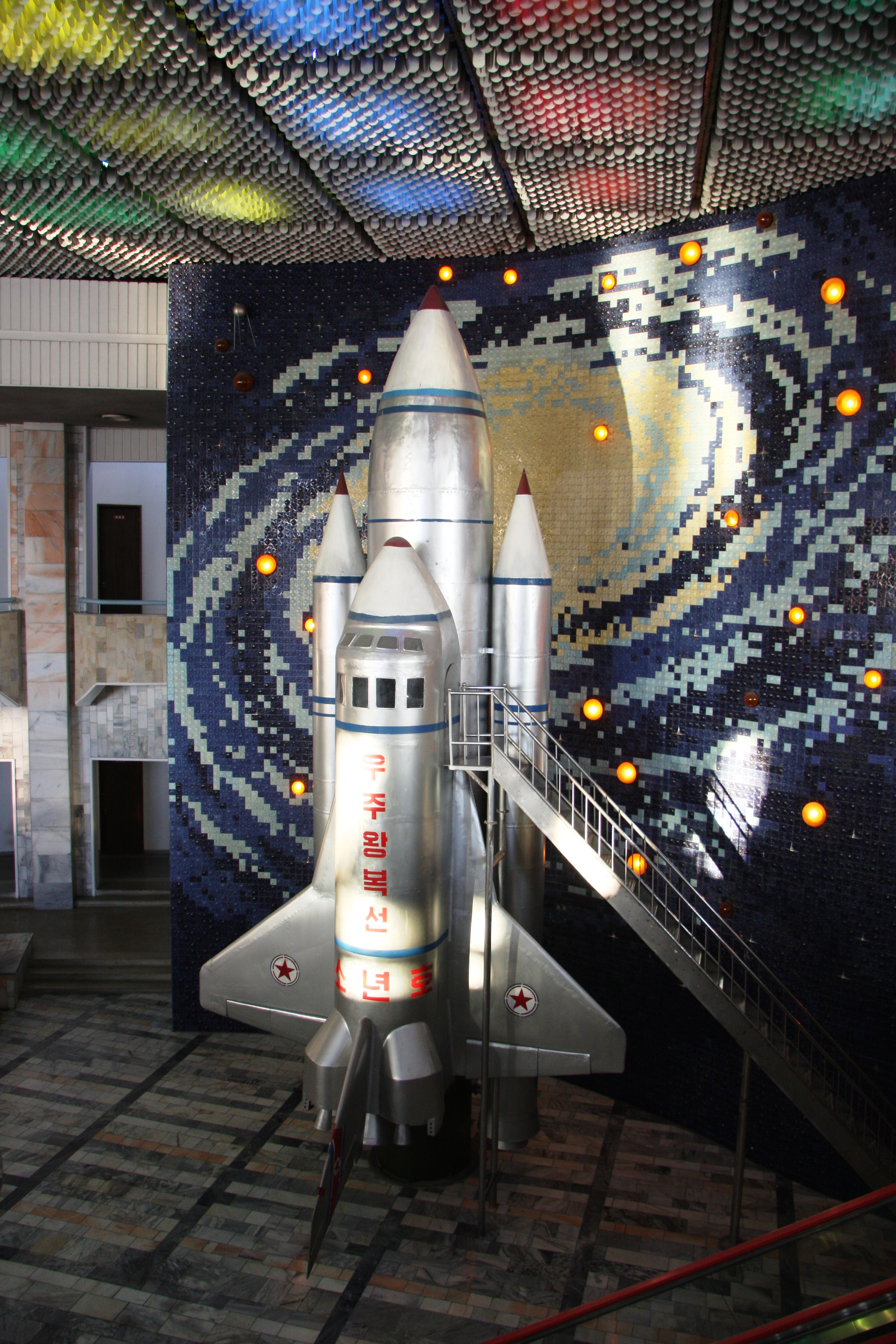
大廳展示的太空梭

## 歷史
2013年4月1日，朝鮮第十二届最高人民会议發佈法令，宣佈通過《朝鮮民主主義人民共和國宇宙開發法》，並成立朝鲜民主主义人民共和国國家宇宙開發局（朝鲜语：／）。負責「統一指導和管理國家的一切宇宙活動」。
2014年4月，朝鮮制訂國家宇宙開發局徽章。
2022年2月27日，朝鮮國家宇宙開發局和國防科學院按照研製偵察衛星的進程計劃進行了重要試驗。
同年3月10日，朝鮮勞動黨總書記、朝鮮國務委員長金正恩視察朝鮮國家宇宙開發局。
同年12月18日，朝鮮國家宇宙開發局在西海衛星發射場進行有關開發偵察衛星的最終階段重大試驗。
2023年3月6日，朝鮮宣布已成功研發出衛星運載火箭用的大功率引擎，有助於未來衛星發射。
2023年9月28日，朝鲜第十四届最高人民会议第九次会议通过《关于将朝鲜民主主义人民共和国国家宇宙开发局改为朝鲜民主主义人民共和国国家航空航天技术总局》的议案，重组国家宇宙开发局为朝鲜民主主义人民共和国国家航空航天技术总局，将主管卫星研发、试射的机构上升到和导弹总局及军兵种相同的地位。朝鲜军事科学院院长张昌河出任国家航空航天技术总局首任局长。

## 徽章

原國家宇宙開發局徽章

2014年4月，朝鮮制訂國家宇宙開發局徽章。徽章是象徵朝鮮國家宇宙開發局的正式標誌，反映了宇宙開發局的性質、使命、地位及其發展前途。徽章上寫著“國家宇宙開發局”（白色）、“DPRK”（藍色）、“NADA”（白色）字樣，繪有湛藍色的地球，以天空為背景的北斗星和淺藍色帶狀的衛星軌道。
北斗星詮釋朝鮮前領導人金日成、金正日想要朝鮮成為宇宙強國的信念和意志。英文簡稱“DPRK”（Democratic People＇s Republic of Korea）和“NADA”（National Aerospace Development Administration）彰顯出國家宇宙開發局的地位。深藍的背景反映欣欣向榮、蒸蒸日上的朝鮮和平宇宙開發的性質。淺藍色帶狀的衛星軌道展示向宇宙所有軌道繼續發射朝鮮衛星的宇宙開發前景。

## 朝鲜运载火箭发射列表
以下列表记录了朝鲜民主主义人民共和国现代航天事业各次运载火箭发射情况。发射任务的最终目标高度凡高于地球海平面100千米的卡门线均被收录，未收录探空火箭的亚轨道任务。
| 朝鲜运载火箭发射列表                                 | 朝鲜运载火箭发射列表  | 朝鲜运载火箭发射列表 | 朝鲜运载火箭发射列表                                  | 朝鲜运载火箭发射列表 | 朝鲜运载火箭发射列表                                                                 | 朝鲜运载火箭发射列表     |
| ---------------------------------------------------- | --------------------- | -------------------- | ----------------------------------------------------- | -------------------- | ------------------------------------------------------------------------------------ | ------------------------ |
| 1990年代 · 2000年代 · 2010年代 · 2020年代 · 未来任务 |                       |                      |                                                       |                      |                                                                                      |                          |
| 序号                                                 | 运载火箭名称 （代号） | 有效载荷名称         | 发射起飞时间 （UTC） （UTC+9）                        | 预定星箭分离轨道     | 发射地点                                                                             | 发射结果                 |
| 1990年代：1998年 ↑                                   |                       |                      |                                                       |                      |                                                                                      |                          |
|                                                      |                       |                      |                                                       |                      |                                                                                      |                          |
| 1.                                                   | 白头山1号（1）        | 光明星1號            | 1998年8月31日 03时07分00秒 12时07分00秒               | 近地轨道             | 舞水端里弹道导弹发射工位 40°51.342′N 129°39.948′E / 40.855700°N 129.665800°E         | 失败，卫星未进入预定轨道 |
| 2000年代：2006年－2009年 ↑                           |                       |                      |                                                       |                      |                                                                                      |                          |
|                                                      |                       |                      |                                                       |                      |                                                                                      |                          |
| 2.                                                   | 银河1号（2）          | 沒有(火箭測試)       | 2006年7月4日 20时01分00秒 2006年7月5日 05时01分00秒   | 近地轨道             | 舞水端里弹道导弹发射工位 40°51.342′N 129°39.948′E / 40.855700°N 129.665800°E         | 失败                     |
|                                                      |                       |                      |                                                       |                      |                                                                                      |                          |
| 3.                                                   | 银河2号（1）          | 光明星2号            | 2009年4月5日 02时30分00秒 11时30分00秒                | 近地轨道             | 东海卫星发射场一号发射工位 40°51.342′N 129°39.948′E / 40.855700°N 129.665800°E       | 失败，火箭解体           |
| 2010年代：2012年 ↑                                   |                       |                      |                                                       |                      |                                                                                      |                          |
|                                                      |                       |                      |                                                       |                      |                                                                                      |                          |
| 4.                                                   | 银河3号（1）          | 光明星3号            | 2012年4月12日 22时38分55秒 2012年4月13日 07时38分55秒 | 近地轨道             | 西海卫星发射场一号发射工位 39°39′36.27″N 124°42′19.06″E / 39.6600750°N 124.7052944°E | 失败                     |
| 5.                                                   | 银河3号（2）          | 光明星3号 (2期)      | 2012年12月12日 00时49分46秒 09时49分46秒              | 近地轨道             | 西海卫星发射场一号发射工位 39°39′36.27″N 124°42′19.06″E / 39.6600750°N 124.7052944°E | 成功                     |
| 序号                                                 | 运载火箭名称 （代号） | 有效载荷名称         | 发射起飞时间 （UTC） （UTC+8:30）                     | 预定星箭分离轨道     | 发射地点                                                                             | 发射结果                 |
| 2010年代：2016年 ↑                                   |                       |                      |                                                       |                      |                                                                                      |                          |
|                                                      |                       |                      |                                                       |                      |                                                                                      |                          |
| 6.                                                   | 银河3号（光明星）     | 光明星4号            | 2016年2月7日 00时30分00秒 09时00分00秒                | 近地轨道             | 西海卫星发射场一号发射工位 39°39′36.27″N 124°42′19.06″E / 39.6600750°N 124.7052944°E | 成功                     |
| 序号                                                 | 运载火箭名称 （代号） | 有效载荷名称         | 发射起飞时间 （UTC） （UTC+9）                        | 预定星箭分离轨道     | 发射地点                                                                             | 发射结果                 |
| 2020年代：2023年 ↑                                   |                       |                      |                                                       |                      |                                                                                      |                          |
|                                                      |                       |                      |                                                       |                      |                                                                                      |                          |
| 7.                                                   | 千里馬1號             | 萬里鏡1號            | 2023年5月30日 21时27分00秒 2023年5月31日 06时27分00秒 | 近地轨道             | 西海卫星发射场一号发射工位 39°39′36.27″N 124°42′19.06″E / 39.6600750°N 124.7052944°E | 失败                     |
| 8.                                                   | 千里馬1號             | 萬里鏡1號            | 2023年8月23日 18时50分00秒 2023年8月24日 03时50分00秒 | 近地轨道             | 西海卫星发射场一号发射工位 39°39′36.27″N 124°42′19.06″E / 39.6600750°N 124.7052944°E | 失败                     |
| 9.                                                   | 千里馬1號             | 萬里鏡1號            | 2023年11月21日 13时42分48秒 22时42分48秒              | 近地轨道             | 西海卫星发射场一号发射工位 39°39′36.27″N 124°42′19.06″E / 39.6600750°N 124.7052944°E | 成功                     |
| 10.                                                  | 不具名火箭型號        | 萬里鏡1號            | 2024年5月27日 13时44分00秒 22时44分00秒               | 近地轨道             | 西海卫星发射场一号发射工位 39°39′36.27″N 124°42′19.06″E / 39.6600750°N 124.7052944°E | 失败                     |
| 未来任务： ↑                                         |                       |                      |                                                       |                      |                                                                                      |                          |
| 11.                                                  | 千里馬1號             | 萬里鏡3號            |                                                       | 近地轨道             | 西海卫星发射场一号发射工位 39°39′36.27″N 124°42′19.06″E / 39.6600750°N 124.7052944°E |                          |